# 胡胡特拉
胡胡特拉（西班牙語：Jujutla），是薩爾瓦多的城鎮，位於該國西部，由阿瓦查潘省負責管轄，面積263.95平方公里，海拔高度520米，2007年人口29,548，人口密度每平方公里111.95人。
13°47′N 89°51′W / 13.783°N 89.850°W